# Dreizehn Gemeinden
Die Dreizehn Gemeinden (italienisch Tredici Comuni) waren eine deutsche Sprachinsel der Zimbern, gelegen am Südabhang der Lessinischen Alpen zwischen der Etsch und dem Agno in der oberitalienischen Provinz Verona der Region Venetien.

## Geschichte und Sprache
Im 11./12. Jahrhundert wurde das Gebiet der Dreizehn Gemeinden von Zuwanderern aus dem bairisch-alemannischen Raum besiedelt.
Bis 1797 bildeten die dreizehn Gemeinden – ähnlich den Sieben Gemeinden – einen kleinen Freistaat mit eigenem Recht und Herkommen, eigener Gerichtsbarkeit und Wehrverfassung unter dem Schutz der Republik Venedig, unter deren Herrschaft sie Anfang des 15. Jahrhunderts gekommen waren. Die Auflösung der Republik Venedig 1797 durch Napoleon und die Eingliederung ins österreichische Habsburgerreich (Wiener Kongress 1815) bedeutete für die Dreizehn Gemeinden das Ende einer jahrhundertelangen Selbstverwaltung und den Verlust eines übergeordneten Schutzes. 1866 wurde Venetien dem neu gegründeten Königreich Italien angeschlossen.
Das Zimbrische der Dreizehn Gemeinden hielt sich bis ins 19. Jahrhundert und wurde nach der Eingliederung in Italien durch das Italienische verdrängt. Um das Jahr 1900 war es bereits auf zwei Dörfer, Campo-Fontana und Giazza (Glätzen oder dialektal Ljetzan), beschränkt, wobei es schon damals im ersteren nur noch alte Leute sprachen. In Giazza gibt es heute gemäß einer Untersuchung von 2012 noch einige wenige Sprecher, die das Zimbrische vor allem in Erinnerungskontexten verwenden.

## Sprachbeispiele
So schrieb der Lehrer Antonio Fabbris in einem Gedicht über seinen Heimatort Ljetzan (Giazza):
| Ka Ljetzan sainda schuane Bälder, schuane Bisen un schuane Täljar, schuane Stelj un schuane Perge. Pa schuan ist Ljetzan for mi! | Bei Ljetzan sind schöne Wälder, schöne Wiesen und schöne Täler, schöne Stellen (Stölln) und schöne Berge, Wie schön ist Ljetzan für mich! |

## Liste der Dreizehn Gemeinden
| italienischer Name                          | zimbrischer Name                    | deutscher Name                                                 | Einwohner (2011) | Bemerkung                                                                                            |
| ------------------------------------------- | ----------------------------------- | -------------------------------------------------------------- | ---------------- | --- |
| Badia Calavena                              | Kalfàain bzw. Màbado oder Kam’Abato | Kalwein oder Kalfein                                           | 2.691            | |
| Bosco Chiesanuova                           | Nuagankirchen                       | Neuenkirchen                                                   | 3.677            | |
| Cerro Veronese                              | Tschirre oder Sèr                   | Silva Hermanorum (aus dem Lateinischen übersetzt Hermannswald) | 2.461            | |
| Erbezzo                                     |                                     | gen Wiesen                                                     | 780              | |
| Roverè Veronese                             |                                     | Rovereid                                                       | 2.193            | |
| San Mauro di Saline                         |                                     | Sankt Moritz                                                   | 569              | |
| Selva di Progno                             | Brunghe                             | Prugne                                                         | 942              | mit dem Dorf Ljetzan, italienisch Giazza, deutsch Gletzen oder Gliesen, (113 Einwohner im Jahr 2001) |
| Velo Veronese                               | Vellje                              | Feld                                                           | 786              | |
| Azzarino                                    | Asarin                              | Asarin                                                         |                  | eingemeindet nach Velo Veronese                                                                      |
| Camposilvano                                |                                     | Kampsilvan                                                     | 23               | eingemeindet nach Velo Veronese                                                                      |
| San Bortolo (früher San Bartolomeo tedesco) | Bòrtolom                            |                                                                |                  | eingemeindet nach Selva di Progno                                                                    |
| Tavernole                                   |                                     |                                                                |                  | eingemeindet nach San Mauro di Saline                                                                |
| Val di Porro                                |                                     | Porrental                                                      |                  | eingemeindet nach Bosco Chiesanuova                                                                  |